# (30487) Dominikovacs
(30487) Dominikovacs est un astéroïde de la ceinture principale.

## Description
(30487) Dominikovacs est un astéroïde de la ceinture principale. Il fut découvert le 24 août 2000 à Socorro (Nouveau-Mexique) par le projet LINEAR. Il présente une orbite caractérisée par un demi-grand axe de 3,18 UA, une excentricité de 0,16 et une inclinaison de 0,2° par rapport à l'écliptique.

## Compléments